# 城山三郎
城山 三郎（しろやま さぶろう、1927年〈昭和2年〉8月18日 - 2007年〈平成19年〉3月22日）は、日本の小説家。本名：杉浦 英一（すぎうら えいいち）。
経済小説の開拓者であり、伝記小説、歴史小説も多く著している。

## 生涯
愛知県名古屋市中区生まれ。名古屋市立名古屋商業学校（現在の名古屋市立向陽高等学校）を経て、1945年（昭和20年）愛知県立工業専門学校（現在の名古屋工業大学）に入学。理工系学生であったため徴兵猶予になるも、大日本帝国海軍に志願入隊。海軍特別幹部練習生として、特攻隊である伏龍部隊に配属になり、訓練中に終戦を迎えた。これについて城山は「日本は明治維新と敗戦の2度、上の世代が飛んで、すっかりいなくなったからね。それが良かったのかもしれないねぇ」と語っている。1946年（昭和21年）、東京産業大学（現在の一橋大学）予科入学、1952年（昭和27年）一橋大学（山田雄三ゼミナール）を卒業。卒業論文は「ケインズ革命の一考察」。
父が病気になったため帰郷し、岡崎市にあった愛知学芸大学（現在の愛知教育大学）商業科文部教官助手に就任。担当は景気論。1954年（昭和29年）、丸山薫の紹介で、永田正男、宇佐美道雄、国司通、岩崎宗治と月一回の読書会「くれとす」を始める。同年、名古屋の「近代批評」の同人に加わる。1957年（昭和32年）3月、名古屋市千種区の城山八幡宮（末森城址）付近に転居し、城山三郎と名乗る。近くに城山八幡宮がありことと、3月に転居したことを組み合わせたペンネームである。同年12月31日、神奈川県茅ヶ崎市に転居。1963年（昭和38年）6月、愛知学芸大学専任講師を退職し、日本作家代表団（団長・木下順二）の一員として訪中。以後、作家業に専念する。
1992年3月、紫綬褒章受勲の打診があるが辞退した。
2001年、個人情報保護法が閣議決定されると、治安維持法が悪用された経緯から、佐高信らとともに個人情報保護法の成立に反対する活動を行った。城山は小泉純一郎に同法の廃案を求める書簡を送り、2002年、同法案は廃案となった。
2007年（平成19年）3月22日午前6時50分、間質性肺炎のため、茅ヶ崎市の茅ヶ崎徳洲会総合病院で死去、79歳没。ウイルス性肺炎により快癒不能となったため、家族の意向で無理な治療は止め、呼吸の安楽措置になった。お別れの会には、中曽根康弘、小泉純一郎、河野洋平、土井たか子、五木寛之らが出席した。
ダイヤモンド社主催の「ダイヤモンド経済小説大賞」が発展・改称する形で「城山三郎経済小説大賞」が設けられたが、第4回（2012年（平成24年）12月発表）をもって終了。
2014年（平成26年）、新たに「城山三郎賞」（主催・角川文化振興財団）が創設された。

## 受賞歴
- 1957年（昭和32年）-『輸出』で第4回文學界新人賞[2]。
- 1959年（昭和34年）-『総会屋錦城』で第40回直木賞[2]。
- 1975年（昭和51年）- 『落日燃ゆ』で吉川英治文学賞[2]、毎日出版文化賞[2]。
- 1996年（平成8年）- 第44回菊池寛賞[2]。
- 2002年（平成14年）- 朝日賞[2][8]。

## エピソード
- 「読者とお前と子供たち、それこそおれの勲章だ。それ以上のものは要らない」、「僕は、戦争で国家に裏切られたという思いがある」と言い、叙勲を辞退した[9]。

## 出演
- サンデーモーニング(TBS)1999年4月18日[10]

## 著作一覧

### 著作集
- 『城山三郎全集』（全14巻、1980年1月 - 1981年3月、新潮社）

1. 男子の本懐 / 他
2. 落日燃ゆ / 辛酸 田中正造と足尾鉱毒事件
3. 毎日が日曜日 / 輸出
4. 官僚たちの夏 / 真昼のワンマン・オフィス
5. 雄気堂々
6. 小説日本銀行 / 総会屋錦城
7. 鼠 / 乗取り
8. 大義の末 / 一歩の距離 小説予科練 / 忘れ得ぬ翼 / 生命の歌
9. 素直な戦士たち / 今日は再び来らず
10. 黄金の日日 / 望郷のとき 侍・イン・メキシコ / 鳩待始末
11. 役員室午後三時 / 盲人重役
12. 一発屋大六 / 打出小槌町一番地
13. 重役養成計画 / イチかバチか
14. プロペラ機・着陸待て / 他

- 『城山三郎 伝記文学選』（全6巻、1998年10月 - 1999年3月、岩波書店）

1. 男子の本懐 / 賢人たちの世
2. 落日燃ゆ / 官僚たちの夏
3. 雄気堂々
4. 辛酸 / 鼠
5. もう、きみには頼まない / 「粗にして野だが卑ではない」
6. 本田宗一郎との100時間 / わしの眼は十年先が見える

- 『城山三郎 昭和の戦争文学』（全6巻、2005年7月 - 2006年1月、角川書店）

1. 硫黄島に死す
2. 生命の歌
3. 零からの栄光
4. 忘れ得ぬ翼
5. 落日燃ゆ
6. 指揮官たちの特攻

### 長篇小説
- 『大義の末』（1959年、五月書房／1975年、角川文庫）
- 『黄金峡』（1960年、中央公論社／1979年、中公文庫／2010年、講談社文庫）
- 『乗取り』（1960年、光文社〈カッパ・ノベルス〉／1978年、新潮文庫）
- 『無頼空路』（1960年、講談社〈ロマン・ブックス〉）
- 『辛酸（足尾鉱毒事件）』（1962年、中央公論社／潮文庫、中公文庫、角川文庫） - 田中正造
- 『イチかバチか』（1962年、朝日新聞社／1973年、角川文庫）
- 『危険な椅子』（1962年、集英社／1976年、角川文庫）
- 『小説日本銀行』（1963年、新潮社〈ポケット・ライブラリ〉／1971年、角川文庫／1977年、新潮文庫）
- 『重役養成計画』（1964年、新潮社〈ポケット・ライブラリ〉／1971年、角川文庫）
- 『一発屋大六』（1965年、光文社〈カッパ・ノベルス〉／2001年、文春文庫）
- 『鼠：鈴木商店焼打ち事件』（1966年、文藝春秋／1979年、文春文庫）
- 『風雲に乗る』（1966年、文藝春秋／1972年、角川文庫）
- 『学・経・年・不問』（1966年、文藝春秋／2008年、文春文庫）
- 『当社別状なし：ある倒産劇の内幕』（1966年、徳間書店／1977年、文春文庫）
- 『成算あり』（1967年、毎日新聞社／1979年、角川文庫）
- 『盲人重役 [注 1]』（1967年、東都書房／1974年、日本経済新聞社／1980年、角川文庫）- 宮崎康平・島原鉄道・長崎県営バス
- 『一歩の距離：小説予科練』（1968年、文藝春秋／1975年、文春文庫）
- 『硫黄島に死す』（1968年、光文社／1984年、新潮文庫）
- 『望郷のとき：侍・イン・メキシコ』（1968年、文藝春秋／1976年、角川文庫／1989年、文春文庫） - 支倉常長・慶長遣欧使節
- 『価格破壊』（1969年、光文社／1975年、角川文庫） - 中内㓛（モデル）
- 『華麗なる疾走：壊れてもなお』（1970年、集英社／1977年、集英社文庫）
- 『零からの栄光』（1970年、毎日新聞社／1973年、集英社〈コンパクト・ブックス〉／1975年、日本経済新聞社／1981年、角川文庫） - 川西航空機・新明和工業
- 『男たちの経営』（1970年、大泉書店／1981年、角川文庫）
- 『役員室午後三時』（1971年、新潮社／1975年、新潮文庫）
- 『うまい話あり』（1972年、光文社／2002年、文春文庫）
- 『雄気堂々』（1972年、新潮社／1976年、新潮文庫） - 渋沢栄一
- 『落日燃ゆ』（1974年、新潮社／1986年、新潮文庫） - 広田弘毅
- 『百戦百勝：働き一両・考え五両』（1974年9月、日本経済新聞社／1979年、角川文庫）
- 『官僚たちの夏』（1975年、新潮社／1980年、新潮文庫） - 佐橋滋（モデル）
- 『臨3311に乗れ』（1975年、近畿日本ツーリスト／1980年4月、集英社文庫）
- 『毎日が日曜日』（1976年、新潮社／1979年、新潮文庫）
- 『打出小槌町一番地』（1977年、新潮社／1981年、新潮文庫）
- 『今日は再び来らず』（1977年、講談社／1981年、講談社文庫）
- 『黄金の日日』（1978年、新潮社／1982年、新潮文庫） - 呂宋助左衛門（NHK大河ドラマ『黄金の日日』原作）
- 『素直な戦士たち』（1978年、新潮社／1982年、新潮文庫）
- 『男子の本懐』（1980年、新潮社／1983年、新潮文庫） - 濱口雄幸、井上準之助
- 『男たちの好日』（1981年、日本経済新聞社／1988年、新潮文庫／2013年、日経文芸文庫） - 森矗昶（モデル）
- 『冬の派閥』（1982年、新潮社／1985年、新潮文庫） - 徳川慶勝
- 『外食王の飢え』（1982年、講談社／1987年、講談社文庫） - 江頭匡一（モデル）
- 『勇者は語らず：いま、日米自動車戦争は』（1982年、新潮社／1987年、新潮文庫） - 本田技研
- 『秀吉と武吉：目を上げれば海』（1986年、朝日新聞社／1990年、新潮文庫）
- 『粗にして野だが卑ではない：石田禮助の生涯』（1988年、文藝春秋／1992年、文春文庫）
- 『賢人たちの世』（1990年、文藝春秋／1994年、文春文庫） - 椎名悦三郎、前尾繁三郎、灘尾弘吉
- 『もう、きみには頼まない：石坂泰三の世界』（1995年、毎日新聞社／1998年、文春文庫）
- 『部長の大晩年：永田耕衣の満開人生』（1998年、朝日新聞社／後の朝日文庫　2004年、新潮文庫）
- 『気張る男』（2000年、文藝春秋／2003年、文春文庫） - 松本重太郎
- 『指揮官たちの特攻：幸福は花びらのごとく』（2001年、新潮社／2004年、新潮文庫） - 関行男、中津留達雄
- 『本当に生きた日』（2007年、新潮社／2008年、新潮文庫）

### 短編集
- 『総会屋錦城』（1959年、文藝春秋新社）のち新潮文庫
- 『事故専務』（1959年、講談社）
- 『着陸復航せよ』（1960年、新潮社）
- 『社長室』（1961年、新潮社）
- 『緊急重役会』（1962年、文藝春秋）のち文庫
- 『プロペラ機・着陸待て』（1963年、春陽文庫）
- 『ある倒産』（1964年、新潮社）
- 『忘れ得ぬ翼』（1969年、文藝春秋）のち文庫、角川文庫
- 『鮮やかな男』（1971年、ベストセラーズ）後の角川文庫
- 『真昼のワンマン・オフィス』（1974年、新潮社）のち文庫
- 『堂々たる打算』（1975年、日本経済新聞社)
- 『生命なき街』（1977年、新潮社）のち文庫
- 『生命（いのち）の歌 戦争と組織』（1977年、光文社）
- 『甘い餌』（1978年、文春文庫）
- 『怒りの標的』（1978年、文春文庫）
- 『イースト・リバーの蟹』（1998年、新潮社）のち文庫

### 随筆
- 『ヒッピー発見 アメリカ細密旅行』（1967年、毎日新聞社）「アメリカ細密バス旅行」文春文庫
- 『わたしの情報日記』（1981年、集英社）のち文庫
- 『打たれ強く生きる』（1985年、日本経済新聞社）のち新潮文庫
- 『人生の流儀 ビジネスマンに贈る言葉337』（1986年、文化出版局）のち新潮文庫、PHP文庫
- 『屈託なく生きる』（1988年、講談社）のち文庫
- 『湘南 海光る窓』（1989年、文藝春秋）のち文庫
- 『人生余熱あり』（1989年、光文社〈カッパ・ホームス〉）のち知恵の森文庫、光文社文庫
- 『勝つ経営』（1999年、文藝春秋）のち文庫
- 『この日、この空、この私 無所属の時間で生きる』（1999年、朝日新聞社）のち文庫、新潮文庫
- 『嵐の中の生きがい』（2001年、角川春樹事務所〈ランティエ叢書〉）
- 『静かに健やかに遠くまで』（2002年、海竜社）のち新潮文庫
- 『この命、何をあくせく』（2002年、講談社）のち文庫
- 『仕事と人生』（2007年、角川書店）のち文庫
- 『嬉しうて、そして…』（2007年、文藝春秋）のち文庫
- 『城山三郎ゴルフの時間』（2007年、ゴルフダイジェスト社〈ゴルフダイジェスト新書〉）
- 『そうか、もう君はいないのか』（2008年、新潮社）のち文庫
- 『どうせ、あちらへは手ぶらで行く』（2009年、新潮社）のち文庫
- 『逆境を生きる』（2010年、新潮社）のち文庫「少しだけ、無理をして生きる」
- 『よみがえる力は、どこに』（2012年、新潮社）

### 共著編
- 『人間学対談』（伊藤肇との共著、1980年、光文社）「対談サラリーマンの一生 管理社会を生き通す」角川文庫
- 『日米互いに何を学ぶか』（エズラ・F・ヴォーゲルとの共著、1986年、講談社）のち文庫
- 『「男の生き方」四〇選』編（1991年、文芸春秋） のち文春文庫
- 『男たちの流儀 誰に、何を学ぶか』（佐高信との共著、1998年、光文社）のち知恵の森文庫
- 『「人間復興」の経済を目指して』（内橋克人との共著、2002年、朝日新聞社）のち文庫
- 『人生に二度読む本』（平岩外四との共著、2005年、講談社）のち文庫
- 『日本人への遺言』（髙山文彦との共著、2007年、講談社）のち文庫
- 『城山三郎と久野収の「平和論」』（久野収との共著、佐高信編、2009年、七つ森書館）

### 対談集
- 『プロフェッショナルの条件 アメリカ対談紀行』（1976年、講談社）のち文庫
- 『ビジネス・エリートの条件 対談・企業の内と外』（1977年、講談社）のち文庫
- 『歴史にみる実力者の条件 対談・人とその時代』（1978年、講談社）のち文庫
- 『生き残りの条件 欧米対談紀行』（1981年、講談社）のち文庫
- 『軽やかなヒーローたち　対談集』（1984年、講談社）
- 『失われた志 対談集』（1997年、文藝春秋）のち文庫
- 『「気骨」について　対談集』（2003年、新潮社）のち文庫

### ノンフィクション・評伝
- 『中京財界史』（杉浦英一名義、1956年、中部経済新聞社） 「創意に生きる 中京財界史」城山三郎 文春文庫 1994
- 『企業者根性』（1964年、ダイヤモンド社）
- 『前途洋々 続企業者根性』（1964年、ダイヤモンド社）
- 『野性的人間の経済史 安田善次郎から松永安左衛門まで』（1969年、番町書房）「野性のひとびと 大倉喜八郎から松永安左衛門まで」文春文庫
- 『猛烈社員を排す』（1970年、文藝春秋）のち文庫
- 『海外とは日本人にとって何か 経済最前線をゆく』（1979年、文藝春秋）のち文庫
- 『中国・激動の世の生き方』（1979年、毎日新聞社）のち文春文庫
- 『午後八時の男たち トップが語る／強い企業の秘密』（1983年、光文社）のち文庫
- 『アメリカ生きがいの旅』（1984年、文藝春秋）のち文庫
- 『本田宗一郎との100時間 人間紀行』（1984年、講談社）「燃えるだけ燃えよ」文庫
- 『聞き書き 静かなタフネス10の人生』（1986年、文藝春秋）のち文庫
- 『友情 力あり』（1988年、講談社）のち文庫
- 『ビッグボーイの生涯 五島昇その人』（1993年、講談社）のち文庫
- 『わしの眼は十年先が見える 大原孫三郎の生涯』（1994年、飛鳥新社）のち新潮文庫
- 『花失せては面白からず 山田教授の生き方・考え方（1996年、角川書店）のち文庫
- 『彼も人の子 ナポレオン　統率者の内側』（1996年、講談社）のち文庫
- 『運を天に任すなんて 素描・中山素平』（1997年、光文社）のち文庫、新潮文庫

### 詩集
- 『支店長の曲がり角』（1992年、講談社）のち文庫

### 翻訳
- テレンス・ディール、アラン・ケネディー共著『シンボリック・マネジャー』1983年、新潮社）のち文庫
- ロジャー・フォン・イーク『頭にガツンと一撃』1984年、新潮社）のち文庫
- キングスレイ・ウォード『ビジネスマンの父より息子への30通の手紙』1987年、新潮社）のち文庫
- キングスレイ・ウォード『ビジネスマンの父より娘への25通の手紙』1988年、新潮社）のち文庫
- キングスレイ・ウォード『ビジネスマン、生涯の過し方』1992年、新潮社）のち文庫
- ジョン・ストローソン『公爵（ウェリントン）と皇帝（ナポレオン）』1998年、新潮社）

### テレビドラマ脚本
- 東芝日曜劇場『総会屋錦城』（ラジオ東京テレビ、1959年4月12日）
- 壁（中部日本放送、1959年10月31日） - 第14回芸術祭奨励賞。
- サンド・ストーム（NHK、1960年11月3日）
- 特集番組『汽車は夜9時に着く』[11]（NHK名古屋、1962年11月9日） - 第17回芸術祭奨励賞。放送ライブラリーで閲覧可能。
- 風雪（NHK）
  - 第7回「開化新商法」（1964年5月21日）
  - 第17回「百分の三」（NHK名古屋、1964年7月30日）
- ザ・スペシャル『落日燃ゆ』（NETテレビ、1976年7月29日） - 松山善三と共同脚本。第31回芸術祭優秀賞。放送ライブラリーで閲覧可能。